# Teluk Belitung
Teluk Belitung is een bestuurslaag in het regentschap Kepulauan Meranti van de provincie Riau, Indonesië. Teluk Belitung telt 4617 inwoners (volkstelling 2010).